# 柯萊
柯萊是米哈遊開發電子遊戲《原神》中的虛構角色，她是遊戲中虛構國家須彌的見習巡林員。角色最早出現在2018年開始連載的《原神》前傳漫畫中，2022年在遊戲中登場。柯萊的中文配音為秦文静，日文配音為前川涼子，韓文配音為，英文配音為克莉絲汀·卡斯提洛。

## 創作及設計
柯萊在2018年開始連載的《原神》前傳漫畫中已經登場，2022年7月11日米哈遊在社交平台首次放出柯萊的立繪和設定資料。角色在遊戲3.0版本「千朵玫瑰帶來的黎明」作為可玩角色上線，柯萊在漫畫中的形象是一個有著翠綠色短髮的瘦弱少女，身上纏滿了繃帶，由於過去的遭遇，性格悲觀且多疑，不輕易取信他人。遊戲中她的形象大變，除了長高和留了長髮外，性格也變得更為自信，而且擁有了草元素的神之眼。另外，基於漫畫中柯萊和安柏是好友關係設定，柯萊的裝飾和技能設計都明顯帶有安柏的元素，如角色有類似安柏頭飾風格的絲帶飾物，角色技能效果都和安柏的技能類似。
角色的日文配音前川涼子在官方提瓦特電台節目中分享，在錄製之前製作組就提醒她去閱讀《原神》的前傳漫畫了解角色，還強調在演繹角色時偶爾露出角色內向和陰暗的一面。角色的錄音工作有好幾輪，每輪錄製前川涼子都能體驗到角色有明顯的成長。由於遊戲中柯萊和安柏是摯友關係，前川涼子在演出前特意去了解安柏這個角色，在活動風花節兩人相遇的場景，她根據自己對角色理解刻意將角色演繹成臉紅害羞，語速加快的形象。角色英文配音為曾聲演《少女前線》WA2000的克莉絲汀·卡斯提洛負責，角色英文配音試音階段，製作組讓配音員嘗試演繹出角色患病的感覺，自身也有健康問題的克莉絲汀完成了製作組的要求，事後製作組在得知克莉絲汀的情況後認為她能勝任角色的演出。

## 作品中表現

### 角色故事
柯萊是《原神》前傳漫畫中的主角。須彌出身的柯萊年幼時患上了絕症魔麟病，母親將她送到自稱是幫助感染者的救助組織，實際上組織是愚人眾為了人體實驗而設立的。在實驗中柯萊獲得操縱黑色火焰的能力，身體也備受這股力量折磨，她逃離了組織開始四處流浪，伺機向愚人眾報復。在途經蒙德一地時她獲得西風騎士團安柏的熱情款待並成為好友，騎士團的麗莎了解情況後請來須彌的賽諾幫忙，成功封印了柯萊的黑焰能力，之後柯萊就隨賽諾回到了須彌治療。達到須彌後，柯萊成為提納里的徒弟，並接受他的治療，而且在化城郭任見習巡林員。直到旅行者（玩家角色）完成主線須彌篇的劇情，和納西妲聯手解決世界樹的污染問題，作為污染一部分的魔麟病才連帶消失。

### 角色玩法
《原神》3.0版本「千朵玫瑰帶來的黎明」更新之後，玩家可以在遊戲中通過祈願的方式讓柯萊加入隊伍，她是首個四星的草元素角色。在同期推出的限時活動「被嫌棄的木刻」中達成條件能直接邀約柯萊入隊伍。角色使用的武器是弓，她的普通攻擊方式有兩種，一種是快速的低傷害輸出射擊，另一種是蓄力射擊，這種攻擊帶有草元素效果，元素戰技是拋出帶有草元素效果的迴旋鏢。元素爆發是拋出人偶「柯里安巴」，人偶對自動攻擊範圍內怪物。

## 反響及評價
柯萊作為《原神》前傳漫畫中的主角，在未正式上線遊戲之前已經獲得玩家的關注，部分玩家和評論員都期待角色在未來上線遊戲。角色立繪發佈當日，角色話題一度登上日本地區的Twitter趨勢。
角色設定方面，遊戲中柯萊身患絕症魔麟病，引起了玩家關注現實中類似的疾病，有玩家以此為契機介紹有類似魔麟病病症的吉巴氏綜合症和POEMS綜合症科普視頻，獲得上百萬的播放量。角色在遊戲3.5版本的風花節活動劇情中的表現也獲得部分評論員的關注，游戏日报評論員咕噜稱柯萊在前傳中的蒙德遭遇，讓須彌角色能毫無違感地參與到蒙德節日活動，安柏和柯萊的重逢也讓前傳的故事有一個美滿的結局。評論員裘德（Jude）在Game Rant摘文直言柯萊和砂糖在活動中的互動劇情可謂神來之筆，兩人性格內向不擅交友，在交流中打開了心扉成為好友。心理健康問題在電子遊戲中是一個敏感的話題，他稱讚兩人的故事能以正面且有趣的方式處理這個話題。
由於柯萊和安柏的技能有很多相似之處，所以有「草安柏」的別名。作為第一批上線的草元素角色，草元素的特性讓柯萊合適與很多角色組成隊伍，Rock Paper Shotgun評論員還稱讚角色與抽卡常駐角色組隊都有出色的表現。

## 外部連結
- bilibili上的《原神》角色演示-「柯莱：林薮新芽」
- bilibili上的《原神》拾枝杂谈-「柯莱：碧野晴翠」